# 刘世英 (蒙古帝国)
刘世英辽东川州（今辽宁省北票市东北）人，金朝末年军事人物，蒙古帝国将领，刘亨安之兄。
1214年，刘世英率宗族乡人归降成吉思汗部将木华黎。他为木华黎部下，分兵收娶燕京、赵州、云州、朔州、河东等地，以功充任行军副总管。1220年，平阳诸州民物空竭，刘世英劝木华黎收存恤亡，被任命为为绛州节度使，兼行帅府事。后来在军中去世。他没有儿子，孛鲁命其族兄刘德仁袭职。1226年，金将移剌副枢攻陷绛州，刘德仁战死。孛鲁承制命刘亨安统领其众。